# Bad Gottleuba-Berggießhübel
Bad Gottleuba-Berggießhübel este un oraș din landul Saxonia, Germania.